# Zeddy Saileti
Zeddy Saileti (16 gennaio 1969) è un allenatore di calcio ed ex calciatore zambiano.

## Palmarès

### Allenatore

#### Competizioni nazionali
- Ykkönen: 1

RoPS: 2010